# Istantanee di morte
Istantanee di morte (The Murder Book, 2002) è il sedicesimo romanzo giallo dello scrittore statunitense Jonathan Kellerman, che ha come protagonista lo psicologo Alex Delaware.
Il libro è stato tradotto in olandese, neogreco, francese, tedesco e numerose altre lingue.

## Trama
Durante un viaggio a Parigi, la ragazza di Alex, Robin, gli comunica che lavorerà come tecnica musicista in un tour di una band rock, mentre Alex rimarrà a casa. La separazione fa male ad Alex, che utilizza questo tempo per porsi delle domande sulla sua relazione con Robin e inizia anche a bere molto.
Un pacco enigmatico, contenente un album di foto con fotografie violente che ritraggono delle vittime di numerosi casi, arriva a casa di Alex. Etichettato come Libro della Morte, l'amico di Alex, il detective Milo Sturgis, esamina il libro ed è sconvolto dalla foto del corpo di una giovane donna, che era stata torturata, strangolata e poi abbandonata. L'omicidio fu uno dei primi casi di Milo come esordiente nella squadra omicidi.

## Edizioni in italiano
- Jonathan Kellerman, Istantanee di morte, traduzione di Tullio Dobner, Milano: Sperling & Kupfer, 2004
- Jonathan Kellerman, Istantanee di morte, traduzione di Tullio Dobner, Milano: Sperling Paperback, 2005